# Kẽm peroxide
Kẽm peroxide (công thức hóa học: ZnO2) là một hợp chất vô cơ tồn tại dưới dạng bột màu vàng tươi ở nhiệt độ phòng. Hợp chất này được sử dụng làm chất khử trùng phẫu thuật. Gần đây, kẽm peroxide cũng được sử dụng làm chất oxy hóa trong chất nổ và hỗn hợp pháo hoa. Các tính chất của hợp chất này được miêu tả như một sự chuyển tiếp giữa ion peroxide và covalent. Kẽm peroxide có thể được tổng hợp thông qua phản ứng của kẽm chloride và hydro peroxide.

## Điều chế
Kẽm hydroxide cho phản ứng với một hỗn hợp axit clohydric, hydro peroxide và kết tủa với natri hydroxide, còn chứa hydro peroxide để đảm bảo sản lượng kẽm peroxide tạo thành nhiều hơn. Không giống như trong việc điều chế đồng(II) peroxide, ion kẽm không làm peroxide bị phân hủy.

## An toàn
Kẽm peroxide rất nguy hiểm trong trường hợp hóa chất này tiếp xúc với da, tiếp xúc mắt, nuốt phải hoặc hít phải. Nó đã được đề cập là hóa chất gây ăn mòn da. Phơi nhiễm kéo dài có thể dẫn đến bỏng da và loét. Tiếp xúc quá mức qua đường hô hấp (hít phải) có thể gây kích ứng hô hấp. Da viêm được biểu hiện bởi các triệu chứng đặc trưng như ngứa, sưng, làm đỏ, hoặc, đôi khi phồng rộp. Kẽm peroxide độc hại đối với phổi và màng nhầy. Tiếp xúc nhiều lần hoặc kéo dài có thể gây ra tổn thương cơ. Hít phải hơi nhiều lần hoặc kéo dài có thể dẫn đến kích ứng hô hấp mãn tính.